# Homer Bigart
Homer Bigart (geboren am 25. Oktober 1907 in Hawley, Pennsylvania; gestorben am 16. April 1991 in Portsmouth, New Hampshire) war ein amerikanischer Journalist, der vor allem mit seiner Kriegsberichterstattung bekannt wurde. Für seine Reportagen aus dem Koreakrieg wurde ihm 1951 der Pulitzer-Preis für Auslandsberichterstattung zugesprochen.
Bigart studierte am Carnegie Institute of Technology und der New York University School of Journalism. Zu seiner Studienzeit begann er seine journalistische Laufbahn bei der Herald Tribune, die ihn 1933 fest einstellte. Ab 1942 berichtete er für die Zeitung erst vom europäischen, dann vom pazifischen Kriegsschauplatz des Zweiten Weltkriegs. Anschließend berichtete er aus dem Indochinakrieg (Aufenthalte in Vietnam 1945, 1950 sowie 1953) sowie aus dem Koreakrieg. In diese Zeit fällt auch sein Pulitzer-Preis (1951).
1955 wechselte er zur New York Times, für die er zunächst aus dem Nahen Osten, ab 1962 bis zu seiner Pensionierung 1972 dann aus dem Vietnamkrieg berichtete.
Seit 1970 war Bigart mit der Kinderbuchautorin Else Holmelund Minarik verheiratet.